# Полиэфиры

Формула полиэтилентерефталата.

Полиэфи́ры — полимеры, получаемые поликонденсацией многоосновных кислот или их ангидридов с многоатомными спиртами. Известны природные (янтарь, древесная смола, шеллак и др.) и искусственные полиэфиры. Практическое применение получили глифталевые смолы, полиэтилентерефталат, полиэфирмалеинаты и полиэфиракрилаты.
Полиэфи́рное волокно́ — синтетическое волокно, формируемое из расплава полиэтилентерефталата или его производных. Достоинства — незначительная сминаемость, отличная свето- и атмосферостойкость, высокая прочность, хорошая стойкость к истиранию и к органическим растворителям; недостатки — трудность крашения, сильная электризуемость, жёсткость — устраняется химическим модифицированием. Применяется, например, в производстве различных тканей, искусственного меха, канатов, для армирования шин, в качестве утеплительного материала. Основные торговые названия: лавсан, терилен, дакрон, тетерон, тергаль, тесил.
В зависимости от вида выделяют следующие полиэфирные волокна:
- штапельные (волокна конечной штапельной длины, как правило не более 40—45 мм (волокна хлопковой штапельной диаграммы), используемые в текстильной промышленности для выработки пряжи;
- филаментные (они же: комплексные нити, непрерывные волокна) — представляют собой нити, состоящие из отдельных бесконечных полиэфирых нитей малой линейной плотности (десятые доли текса и ниже): характеризуются линейной плотностью (как правило — тексом — весом в граммах одного километра нити), филаментарностью — количеством элементарных нитей, из которых оно состоит, титром — средней линейной плотностью одного филамента;
- текстурированные — как правило филаментные волокна, подвергнутые специальному извитию филаментов для: придания объёма — или — соединения (компактирования) филаментов вместе и т. п.;
- мононити;
- объёмные нити (BCF).

В настоящее время в мировой текстильной промышленности полиэфирные волокна занимают доминирующую позицию среди волокон искусственного происхождения.
Как правило, формование полиэфирных волокон происходит методом экструзии (продавливания через фильеры) из расплава полимера (полиэтилентерефталат) и воздушного охлаждения. Затем волокна подвергаются вытяжке для достижения необходимой штапельной линейной плотности и прочности. Для получения штапельных (дискретных) волокон осуществляется штапелирование волокнистого жгута путём резки или разрыва (на разрывно-штапелирующей машине, процесс «Tow-to-Top»).

## Безопасность
Ахмед Шафик — сексолог, получивший Шнобелевскую премию за исследование того, как полиэстер может влиять на фертильность крыс, собак и мужчин.
В синтезе полиэстера может использоваться бисфенол А, который является химическим веществом, разрушающим эндокринную систему (ХВРЭС).